# 1835 au Nouveau-Brunswick
Chronologie du Nouveau-Brunswick
- 1831
- 1832
- 1833
- 1834
- 1835
- 1836
- 1837
- 1838
- 1839

Cette page concerne des événements survenus en 1835 dans la colonie du Nouveau-Brunswick.

## Événements
- William Street succède à Benjamin Lester Peters au poste du maire de Saint-Jean.

## Naissances
- 1er février : John Costigan, député et sénateur.
- 14 février : John Valentine Ellis, député et sénateur
- 27 juin : Daniel Lionel Hanington, premier ministre du Nouveau-Brunswick
- 18 octobre : Auguste Renaud, député